# 실크 로드 (영화)
《실크 로드》(영어: Silk Road)는 2021년 공개된 미국의 범죄 스릴러 영화이다. 정부 규제를 회피하여 마약, 불법 밀수 무기 등을 가상 화폐로 익명 거래하는 다크넷 중개소 "실크 로드"를 개발했던 로스 얼브릭트의 실화를 다루며, 이를 심층 보도한 데이비드 쿠슈너의 2014년 기사가 원작이다. 틸러 러셀이 각본과 연출을 맡고, 제이슨 클라크, 닉 로빈슨, 알렉산드라 십, 지미 심프슨, 폴 월터 하우저 등이 출연하였다.  

## 출연
- 제이슨 클라크 - 리처드 "릭" 보든, 일명 "주래식 나크", DEA 요원 역
- 닉 로빈슨 - 로스 얼브릭트 역
- 알렉산드라 십 - 줄리아 비 역
- 지미 심프슨 - 크리스 타벨 역
- 폴 월터 하우저 - 커티스 클라크 그린 역
- 대럴 브릿깁슨 - 레이퍼드 역
- 케이티 애설턴 - 샌디 보든 역
- 렉시 레이브 - 에디 보든 역
- 대니얼 데이비드 스튜어트 - 맥스 역
- 윌 롭 - 실즈 역
- 제니퍼 윤 - FBI 요원 킴 윰 역
- 데이비드 딜라오 - 조니 머랄레스 역
- 롤리 케인 - 캘리 역
- 베스 베일리 - 린 역
- 마크 시버트슨 - 커크 역
- 제이슨 코비엘로 - 마티네즈 역
- 빅 브라우더 - 브루어 경사 역
- 필 버크 - 콘로이 요원 역
- 이소디 가이거 - 라미레스 요원 역

## 수상
- 2020년 제19회 트라이베카 필름 페스티벌 후보 스포트라이트 장편